# Engelmar Unzeitig
Engelmar Unzeitig, al secolo Hubert Unzeiting, (Hradec nad Svitavou, 1º marzo 1911 – Dachau, 2 marzo 1945) è stato un presbitero tedesco, beatificato nel 2016 per decreto di papa Francesco.
Engelmar Unzeitig è stato un sacerdote cattolico tedesco vittima della deportazione nel campo di concentramento di Dachau durante la seconda guerra mondiale. Entrò nella congregazione dei Missionari di Mariannhill ed assunse in nome di "Engelmar". È conosciuto come "L'angelo di Dachau". Dopo il riconoscimento del martirio in odium fidei da parte di papa Francesco, è stato beatificato il 24 settembre 2016 a Würzburg.